# Асенефа

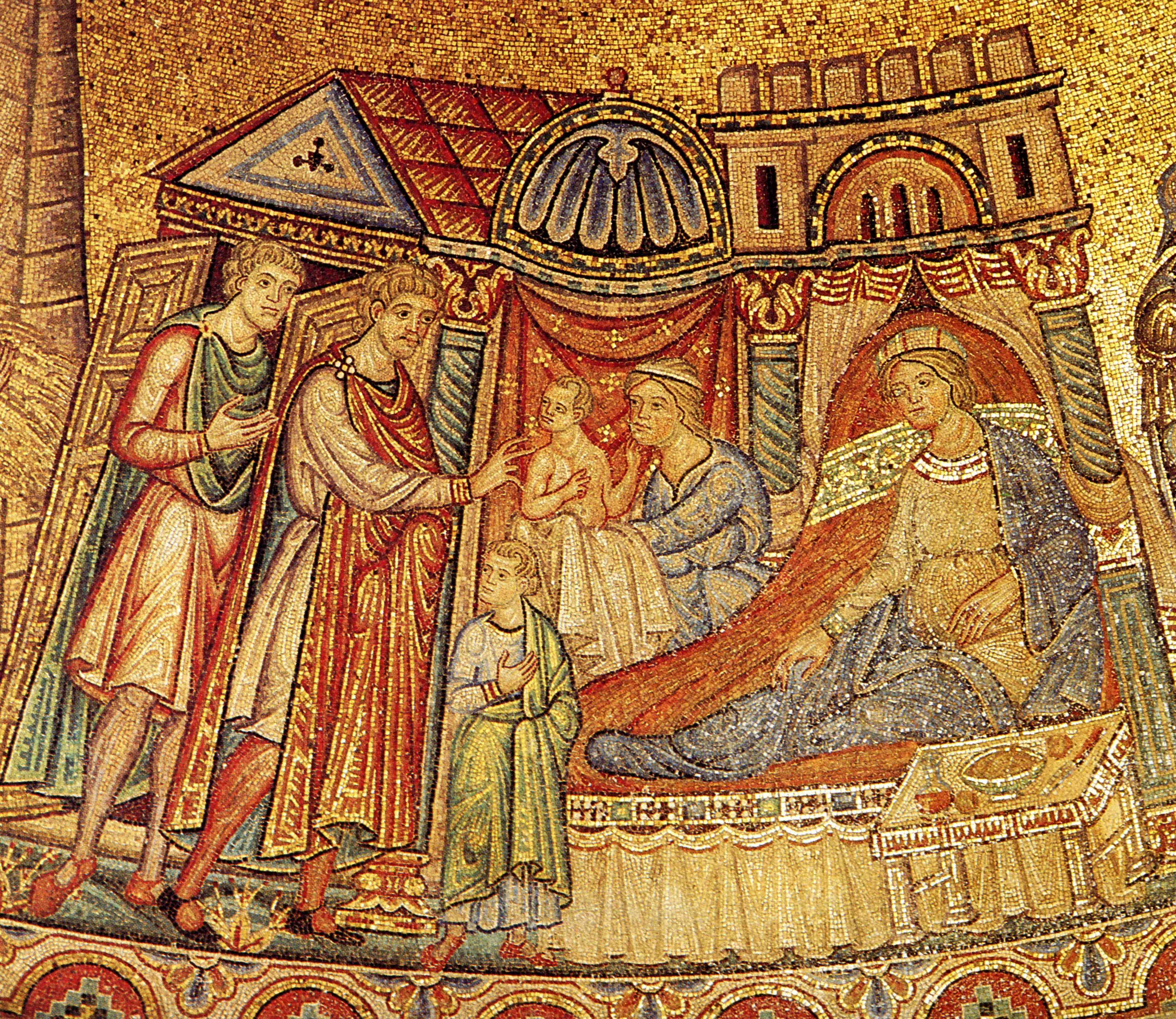
Иосиф с Асенефой и детьми (мозаика нартекса базилики Сан-Марко)

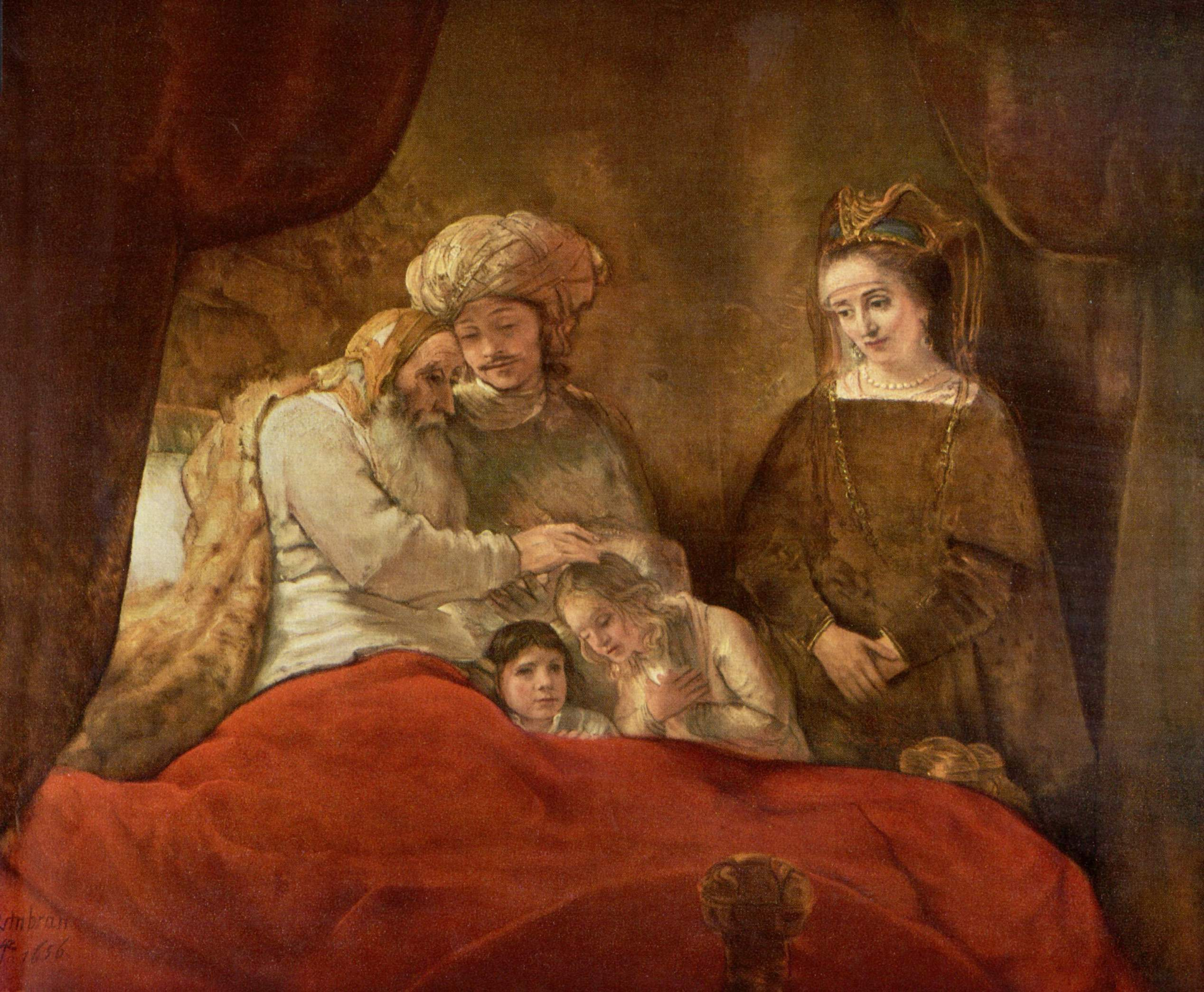
Рембрандт. «Иаков благословляет сыновей Иосифа»

Асенефа, также Асенат (ивр. אָסְנַת‎, Asənat, ʼĀsənạṯ; Аснат, Асенеф, Аснаф, Асиаф, Асеннеф, Асанеф, Асенет — возможно, от «служительница Нефы (Анат)», египетской богини мудрости и войны), — библейский ветхозаветный персонаж, жена Иосифа Прекрасного.

## Библейское повествование
Согласно Ветхому Завету, Асенефа была девушкой из знатного эллинского рода, которую фараон дал в жены Иосифу, когда началось его возвышение:
«И нарек фараон Иосифу имя: Цафнаф-панеах, и дал ему в жену Асенефу, дочь Потифера, жреца Илиопольского» (Быт. 41:45)
Она родила ему двух сыновей, которые были усыновлены её свекром Иаковом и стали родоначальниками двух колен Израиля — Манассиина и Ефремова:
«До наступления годов голода, у Иосифа родились два сына, которых родила ему Асенефа, дочь Потифера, жреца Илиопольского. И нарек Иосиф имя первенцу: Манассия, потому что [говорил он] Бог дал мне забыть все несчастья мои и весь дом отца моего. А другому нарек имя: Ефрем, потому что [говорил он] Бог сделал меня плодовитым в земле страдания моего» (Быт. 41:50—52).

## Другие источники
По Иосифу Флавию, Иосиф женился на ней, будучи 30 лет от роду.

## Толкования

### Об имени
Теолог Дмитрий Щедровицкий пишет: «Имя жены Иосифа — Асенефа (Аснат) — означает „служительница богини Нейт“, богини мудрости, приблизительно соответствующей греческой Афине. Отец Асенефы был жрецом бога Она, то есть Озириса. Иосиф таким образом вводится в египетское жречество и становится причастен к тайнам религии Египта. Очевидно, очень сложной и важной была духовная задача Иосифа: он должен был, не опровергая открыто постулаты египетской религии, заняв положение верховного вельможи и видного жреца, постепенно привести египетский народ к познанию Единого Бога. Об этом прямо говорится в псалме: в Египте Иосиф „…наставлял вельмож его по своей душе и старейшин его учил мудрости“ (Пс. 104:22)».

### О происхождении
Совпадение имени её отца с именем первого хозяина Иосифа — Потифара (начальника царских телохранителей) — вызывало вопрос о тождественности двух этих персонажей. Жена Потифара (Зулейка), таким образом, могла оказаться её матерью (согласно одному из мидрашей, влюбившись в Иосифа, Зулейка обратилась к астрологам, и те сказали, что у них будут общие потомки, и от этого Зулейка убедилась в том, что поступает правильно). Иудейские толкователи спорят об их возможной тождественности. Иоанн Златоуст считает, что это два разных Потифара, так как в противном случае не потребовалось бы уточнения «жрец».
По толкованиям мидраша «Пирке де рабби Элиэзер» (48), Асенефа была не родной дочерью Потифара, а приёмной: на самом деле она являлась дочерью Дины от изнасиловавшего её царевича Шхема, то есть приходилась Иосифу племянницей — этот сюжетный поворот нужен легенде, чтобы Иосиф не осквернился браком с представительницей чужого народа. Это рассуждение подкрепляется логическими расчётами и тем, что Асенефа упоминается в числе 70 потомков Иакова, обосновавшихся в Египте.
«Дина забеременела от Шхема и родила ему посмертную дочь. Её братья желали убить ребёнка согласно обычаю, чтобы ханааниты могли сказать: „Девы Израиля без позора!“. Но Иаков остановил их, надел на шею внучки серебряный медальон со словами „Слава Господу!“ и положил её под колючие кусты, оттого её и назвали Асенефа. В тот же день архангел Михаил забрал младенца и улетел с нею в Египет, где положил её в храме около алтаря. Священник, имя которому было Потифар, был бездетен и потому воспитал девочку как собственного ребёнка. Много лет спустя, когда Иосиф спас Египет от голода, женщины из благодарности дарили ему самое ценное. Среди них была Асенефа, и не имея другого подарка для него, бросила ему серебряный медальон, который он поймал, и прочитав надпись, понял, что она его племянница, и поэтому женился на ней». В менее «волшебной» версии в Египет привез младенца сам Иаков, который бросил его у стен. Потифар со своей свитой гулял мимо, услышал плач и приказал принести ему девочку. Прочитав надпись, он сказал своим приближенным: «этот ребёнок — дочь выдающихся людей. Несите её в мой дом и обеспечьте заботу».

## Апокриф «Сказание об Иосифе и Асенефе»
Популярное апокрифическое «Сказание об Иосифе и Асенефе» добавляет множество подробностей (самая ранняя рукопись — сирийская VI в. н. э., текст относится к I в. до н. э. — II в. н. э., существуют варианты на сирийском, старославянском, армянском и латинском языках).

У него была восемнадцатилетняя дочь — дева высокая ростом и прекрасная лицем, превосходившая (красотой всех дев), бывших на земле. В ней не было ничего, напоминающего юных Египтянок; она совершенно походила на дочерей Еврейских: была она высока, как Сара, и прелестна, как Ревекка.

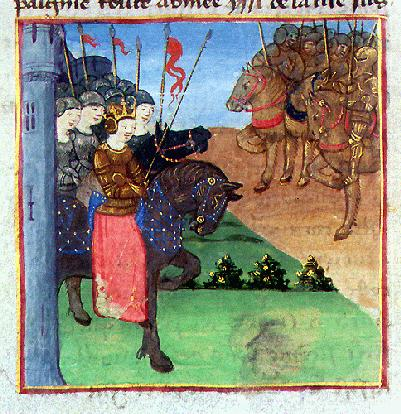
Асенефа отправляется спасать мужа

Асенефа говорит тут о своём приёмном отце и о том, что её, сироту, бросили в пустыне. Ради Иосифа она отказывается от предложений достойных женихов. Иосиф же не хочет жениться на язычнице. Она запирается в башне и отрекается от идолов ради веры в Яхве и заслуживает визита ангела (похожего на Иосифа), который свидетельствует о её преображении. Далее возникает мотив медовых сот, которые ангел просит её принести, и их совместной трапезы (ветхозаветный прообраз евхаристии). Её покрывают пчелы, жалящие губы, чтобы удалить лжемолитвы языческим богам. Иосиф теперь соглашается жениться на ней. Она рожает ему двух сыновей.
Сын фараона затем желает получить Асенефу себе, собираясь при помощи братьев Иосифа Дана и Гада убить его. Вмешивается верный Вениамин, Асенефа помогает ему вернуть похищенного, и убитым в итоге оказывается сам фараонов сын. В пространной греческой версии говорится ещё о том, что происходит после того, как раненый в схватке сын фараона на третий день умирает. Отец его, не выдерживая горя от потери любимого сына, также сходит в могилу, и Иосиф становится фактическим правителем Египта до тех пор, пока не подрастет младший сын умершего фараона. Асенефа вместе с супругом управляет Египтом в течение 48 лет, передав в конце концов власть внуку фараона.

## Отражение в культуре
- В «Истории о смиренном Иосифе» (1667) Гриммельсхаузен выводит её в качестве полноценного персонажа, которая добродетелью одерживает верх над Селихой, женой Потифара.
- Ей же посвятил целый роман, озаглавленный «Асенефа» (Аssnat. Biblischer Roman, 1670) гамбургский писатель Филипп фон Цезен: Иосиф здесь прообраз Христа, а коварная Зефира, жена Потифара — воплощение Сатаны.
- Роман Й. Майера называется «История светлейших принцесс Асенефы и Зееры» (1697), и отношения этих двух женщин трактуются как дворцовая интрига (что характерно для этого периода, когда писатели переходят от нравоучительных драм к галантным пьесам-интригам).
- Персонаж оратории Генделя «Joseph and his Brethren».
- Фигурирует у Томаса Манна в романе «Иосиф и его братья» в варианте имени «Аснат». По версии Манна, она была настоящей дочерью египтянина, но «чистоты ради» её изображали дочерью Дины, чтобы её дети не были полуегиптянами.
- Это имя носит персонаж романа Лавкрафта «Тварь на Пороге».
- В форме Osnat это имя является популярным в современном Израиле.